# Хюттиг, Валериус
Валериус Хюттиг (нем. Valerius Hüttig; 22 ноября 1869, Лёвенберг — 15 октября 1934, Дрезден) — немецкий инженер, почетный профессор Дрезденского технического университета.

## Биография
Валериус Хюттиг родился 22 ноября 1869 года в Лёвенберге; в том же городе он окончил среднюю школу. Затем, до 1894 года, он был студентом Технического государственного учебного заведения Хемниц (сегодня — Хемницкий технический университет), а также — в Технологических университетах в Карлруэ и в Брауншвейге. В зимнем семестре 1891/1892 годов он стал членом студенческого братства «Burschenschaft Germania Karlsruhe» (сегодня — «Karlsruher Burschenschaft Teutonia»). Затем Хюттиг работал инженером в ряде отопительных и машиностроительных компаниях.
В 1912 году Валериус Хюттиг стал преподавателем по отоплению и вентиляции в Дрезденском университете, не входя в число штатных педагогов (см. Lehrbeauftragter). С 1912 по 1934 год он состоял почетным профессором по тем же дисциплинам. 11 ноября 1933 года Хюттиг был среди более 900 ученых и преподавателей немецких университетов и вузов, подписавших «Заявление профессоров о поддержке Адольфа Гитлера и национал-социалистического государства». Он скончался 15 октября 1934 года в Дрездене.

## Работы
- Heizungs- und Lüftungsanlagen in Fabriken. Leipzig 1915.
- Die Zentrifugalventilatoren und Zentrifugalpumpen und ihre Antriebsmaschinen, der Elektromotor und die Kleindampfturbine in der Heizungstechnik. Leipzig 1919.